# Tangachromis dhanisi
Tangachromis dhanisi е вид лъчеперка от семейство Цихлиди (Cichlidae), единствен представител на род Tangachromis.

## Разпространение
Видът е разпространен в Бурунди, Демократична република Конго, Замбия и Танзания.